# Amselgrund

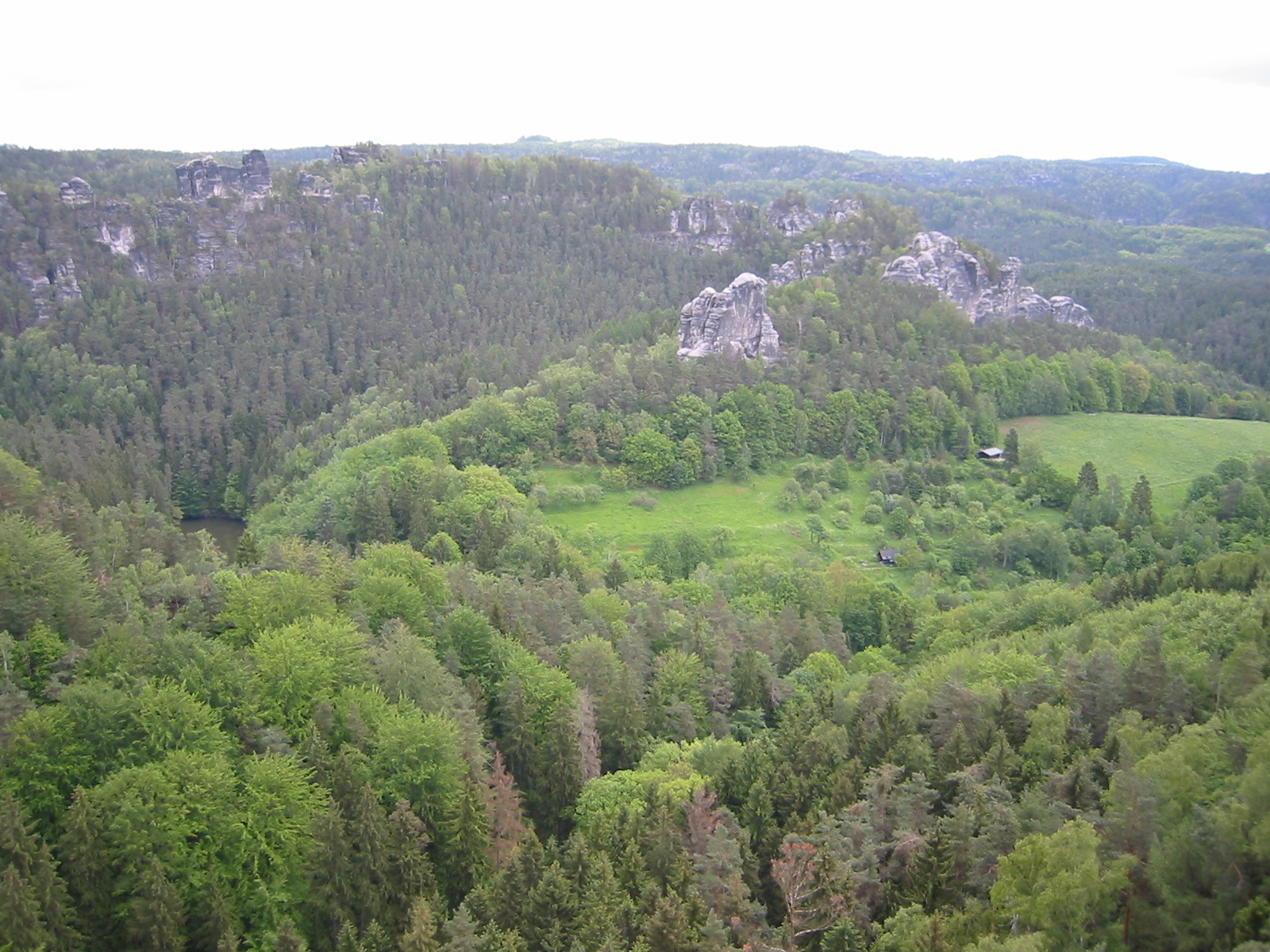
Amselgrund mit Amselsee, Lokomotive und dem Talwächter

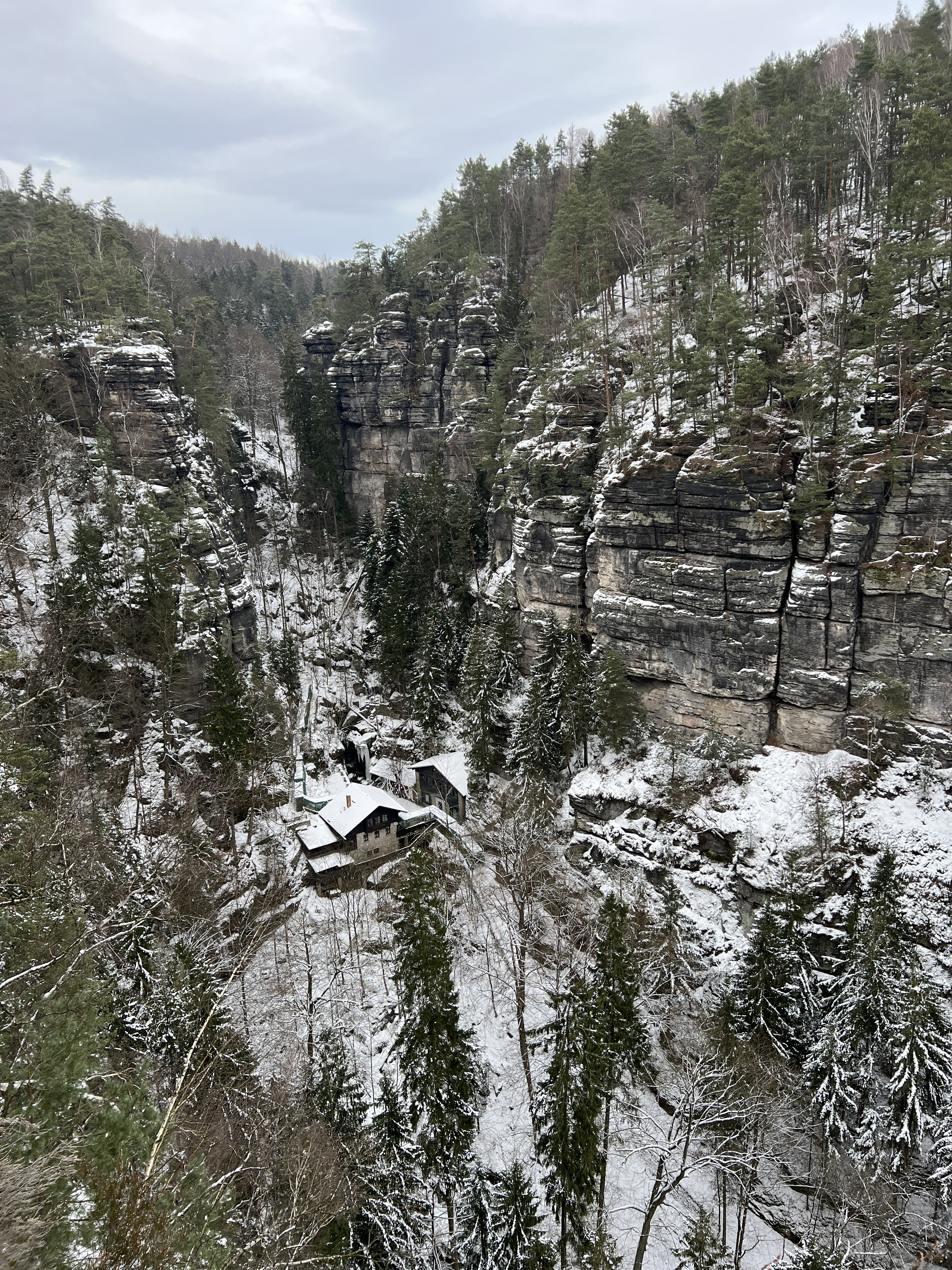
Amselgrund mit Amselfallbaude im Nationalpark Sächsische Schweiz

Der Amselgrund ist das Tal des auch Amselgrundbach genannten Grünbaches in der Sächsischen Schweiz. Es führt von Rathewalde bachabwärts nach Niederrathen. Das wildromantische Tal wird durch den Rathener Felsenkessel mit seinen bizarren Felsbildungen betreten. Touristische Höhepunkte sind der Amselsee und der Amselfall, der über die als Amselloch bezeichnete Grotte rieselt. Der mit reichhaltigem Baumbestand bestandene Grund wird von einer Felskulisse umrandet. Im Westen steigen die Gansfelsen empor, im Süden die Feldsteine mit dem Türkenkopf und östlich erheben sich die Honigsteine mit der markanten „Lokomotive“. Über einem schon tiefen Sporn nahe dem Talgrund ragt der auffällige Fels Talwächter auf.
Während es im oberen Bereich eher schluchtartig ist, präsentiert sich das Talprofil zwischen der Einmündung der Schwedenlöcher und Niederrathen als steiler Geländeeinschnitt. Im Bachbett sind Strömungsrippel zu beobachten. Oberhalb des Amselfalls versperren große abgestürzte Sandsteinblöcke den Wasserlauf, so dass sich der meist nur wenig Wasser führende Grünbach seitlich vorbei seinen Weg suchen muss.
Der Bereich des Amselgrunds zwischen Abzweig Wehlgrund und etwas oberhalb des Amselfalls liegt innerhalb des Nationalparks Sächsische Schweiz.